# 大衛·勞埃德·約翰斯頓
大衛·勞埃德·莊士敦 CC CMM COM CD FRSC(hon) （1941年6月28日—）曾任麦吉尔大学和滑鐵盧大學校長。由前加拿大總理史提芬·哈珀提名及經加拿大女王伊利沙伯二世的任命，於2010年10月1日接替莊美楷成為加拿大總督。
大衛·莊士敦是一位土生土長的安大略人，他先後在英美加的頂級學府就讀，包括：劍橋大學、哈佛大學和皇后大學。大衛·莊士敦已於2010年9月上旬前往英國覲見女王，同時正式宣布莊士敦為女王在加拿大的新代表。约翰斯顿于2017年10月1日卸任加拿大总督一职，由航天员出身的朱莉·帕耶特接任。